# نظام ملكي برلماني
نظام ملكي برلماني أو ملكية برلمانية هو أحد فروع النظام الملكي يكون فيه الملك ذو صلاحيات صورية وتكون كامل السلطة في يد رئيس الحكومة المنتخب من قبل البرلمان والملكية البرلمانية تنقسم لنوعين هما
ملكية برلمانية كاملة وملكية شبه برلمانية ومن الدول التي تعمل بالنظام الملكي شبه البرلماني هي بلجيكا و المملكة المتحدة و هولندا النرويج و إسبانيا و السويد ام النظام الملكي البرلماني الكامل يعتبر نظام صوري في بعض الدول ومنه المغرب ويعتبر في دول أخرى نظام عملي مثل اليابان وأيضآ في العصور القديمة كانت هناك دول تستخدم نظام برلماني ملكي كامل مثل إمبراطورية قرطاج كان حاكم قرطاج في فترة زمنية قبل الميلاد لم يكن له صلاحيات وكانت في هذه الفترة جمهورية بحكم الأمر الواقع.